# Paul Montel
Paul Antoine Aristide Montel (Nizza, 29 aprile 1876 – Parigi, 22 gennaio 1975) è stato un matematico francese, noto soprattutto per i suoi lavori riguardanti la teoria delle funzioni analitiche complesse.
Frequentò l'Università di Parigi dove ebbe come docenti Henri Lebesgue ed Émile Borel. Il 25 giugno 1907 ottenne il dottorato presentando la sua dissertazione dal titolo "Sopra le serie infinite di funzioni", nella quale introdusse la nozione di famiglia normale di funzioni analitiche. Della commissione d'esame per il dottorato facevano parte Paul Émile Appell, presidente, Paul Painlevé e Borel.
Nel 1911 viene nominato professore presso la Facoltà delle scienze di Parigi. Di tale Facoltà fu il decano dal 1941 al 1946, succedendo a Charles Maurain. Fu eletto all'Accademia francese delle scienze nel 1937.
È stato anche nominato Grande Ufficiale della Legion d'onore.
Ebbe come allievi Henri Cartan, Jean Dieudonné e Miron Nicolescu.
Ha dato il suo nome alla nozione di spazio di Montel e al seguente teorema (1912):
Sia f(z) una funzione analitica della variabile z = x + iy, definita in un insieme S tale che a < x < b e y > 0.
Se f è limitata in S e tende, per y tendente all'infinito, a un limite L per un certo valore v della x compreso tra a e b, allora f(x + iy) tende a L per ogni valore x compreso tra a e b.